# Paul Linford Richards
Paul Linford Richards (* 4. Juni 1934 in Ithaca (New York); † 16. September 2024 in Berkeley (Kalifornien)) war ein US-amerikanischer Astrophysiker und Hochschullehrer.

## Werdegang
Richards studierte an der Harvard University mit dem Bachelor-Abschluss 1956 und wurde 1960 an der University of California, Berkeley in Physik promoviert. 1959/60 war er am Mond Laboratory der Universität Cambridge. Von 1960 bis 1966 war er bei den Bell Telephone Laboratories in Murray Hill und 1966 bis 2005 Professor an der Universität Berkeley. 1970/71 und 1987/88 war er Mitglied des Miller Institute for Basic Research in Science in Berkeley.
1973/74 war er als Guggenheim Fellow in Cambridge und 1982 mit einem Humboldt-Forschungspreis am Max-Planck-Institut für Festkörperforschung in Stuttgart. 1984  und 1995 war er Gastprofessor an der École normale supérieure in Paris und am Pariser Observatorium und er war Gastprofessor am Max-Planck-Institut für Radioastronomie in Bonn und an der Universität Rom. 1975 bis 1992 war er Berater der NASA.
Er entwickelte Detektoren für Infrarot und im Millimeterwellen-Bereich.
2000 erhielt er den Frank Isakson Prize der American Physical Society für die Entwicklung innovativer Infrarottechniken und Pionierforschung in Spektroskopie im fernen Infrarot (Laudatio), 1987 den Button Preis des Institute of Physics und 2009 den Dan-David-Preis. Er war Mitglied der American Academy of Arts and Sciences (1984) und der National Academy of Sciences (1985). 1981 wurde er California Scientist of the Year.
Zu seinen Doktoranden zählten John C. Mather und Andrew E. Lange.
Er war seit 1965 verheiratet und hatte zwei Töchter. Sein Hobby war Weinbau.